# إدين شير
إدين شير (بالإنجليزية: Eden Sher)‏ هي ممثلة أمريكية، ولدت في 26 ديسمبر 1991 بلوس أنجلوس في الولايات المتحدة.

## أعمال

### أفلام
- (2014) فيرونيكا مارس
- (2015) الضواحي

### مسلسلات
- ذا ميدل
- صوني ويذ أه تشانس[4]
- نجمة ضد قوى الشر
- ويدز

## وصلات خارجية
- إدين شير على موقع IMDb (الإنجليزية)
- إدين شير على موقع روتن توميتوز (الإنجليزية)
- إدين شير على موقع ألو سيني (الفرنسية)
- إدين شير على موقع ميوزك برينز (الإنجليزية)
- إدين شير على موقع أول موفي (الإنجليزية)
- إدين شير على موقع إن إن دي بي (الإنجليزية)
- إدين شير على موقع قاعدة بيانات الفيلم (الإنجليزية)
- إدين شير على موقع كينوبويسك (الروسية)